# Kuznyecov NK–12
A Kuznyecov NK–12 a Szovjetunióban az 1950-es évek elején a Kuznyecov tervezőirodában (OKB–276) Ferdinand Brandner irányításával kifejlesztett légcsavaros gázturbina, mely napjainkban is a világ legnagyobb teljesítményű repülőgép-gázturbinája. Sorozatgyártása 1954-ben kezdődött. Modernizált változata az NK–16. A hajtóművet a Tu–95 bombázón és annak változatain, a Tu–114 utasszállító repülőgépen, az An–22 teherszállító repülőgépen alkalmazzák, de ilyen gázturbina hajtja az A–90 Orljonok ekranoplánt és a Zubr osztályú légpárnás hajókat is.

## Külső hivatkozások
- Az NK–12PM a gyártó Kuznyecov oldalán (oroszul)
- Az NK–12MV az Ugolok nyeba (airwar.ru) oldalán (oroszul)